# 鶴久政治
鶴久 政治（つるく まさはる、1964年〈昭和39年〉3月31日 - ）は、日本のミュージシャン、タレント。元チェッカーズのサイドボーカルおよびキーボード。プロシード傘下事務所ボールド所属。

## 略歴・人物
福岡県久留米市で青果商を営む家に出生。血液型はA型。久留米市立南筑高等学校を卒業後、第一経済大学（現：日本経済大学）へ進学したが、チェッカーズ加入とデビューに伴う上京とブレイクにより中退。サイドボーカルとして高音（ファルセット）を、曲によってはキーボードを担当。1986年秋、チェッカーズがオリジナル楽曲路線に変更後には『WANDERER』『Jim&Janeの伝説』『Room』『Cherie』『Friends and Dream』『夜明けのブレス』『ミセス マーメイド』など、藤井尚之（サックス担当）とともにチェッカーズの作曲面を支えた。
1992年のチェッカーズ解散後、大半のメンバーがチェッカーズ当時の事務所を離れた中で事務所に残り、ソロ歌手・タレントとして競艇場ライブやものまね番組等で活動。だが後年事務所が業務内容を変更（チェッカーズの肖像権・楽曲著作権管理のみの会社となりタレントマネジメントから撤退）したため、一時藤村俊二の事務所、オフィス・オヒョイに所属したが、2003年にチェッカーズ時代の盟友高杢禎彦が当時所属した事務所に移籍。しかしこの事務所も2006年に入り芸能マネジメント業から撤退。スイートルームを経てボールドへ移籍。

## 音楽面でのソロ活動
チェッカーズ時代、メンバーの中でソロ活動に最も力を入れた。チェッカーズ在籍中に、シングル7枚とアルバム2枚をリリース。その際、鶴久政治名義ではなく、MASAHARU名義で活動した。高橋リナとの男女デュエットユニットMASARINAとしても活動。シングル2枚とアルバム1枚をリリース。
ソロシングル曲はチェッカーズ解散後リリースしたシングルとともに、ポニーキャニオンから発売されたベスト・アルバム『Graffiti ‐鶴久政治ベスト‐』に収録。
ポニーキャニオンの契約終了後、CDは旧所属事務所のマキシマム・エンターテイメントのインディーズレーベルからリリース。2004年12月、チェッカーズ時代の楽曲をカバーしたミニ・アルバム『THE WIND KNOWS MY NAME』をリリース。他のアーティストへの楽曲提供も行っている。
STU48に楽曲提供した「花は誰のもの？」（2022年4月発売）が44万枚を超える売上となるロングヒットを記録、ヒットメーカーとしての存在感を示した。
2023年4月28日、ソロ名義でリリースした作品及びデュエット企画で発表した全81曲をサブスク配信開始。

## エピソード
未成年時代から喫煙者であったというメンバーが多いチェッカーズの中で、唯一、酒もタバコも両方嗜まなかった。その理由は「ファルセットを出すために喉を守ることと、酒が元来ダメだったこと」と述べている。
チェッカーズ全盛期には追っかけが実家の青果商にまで押しかけ、営業に支障が出たことも度々あったという。
メンバー内では藤井郁弥、武内享、高杢禎彦、大土井裕二が鶴久より1歳年上で、徳永善也、藤井尚之が1学年下と鶴久1人が真ん中に挟まれる格好になっていた。また、郁弥とは高校の先後輩の関係。
チェッカーズでドラムスを担当していた徳永善也が40歳の若さで亡くなった時に、ワイドショーに高杢と出演した。司会者からチェッカーズ元メンバー同士の確執に触れられると「今、こんな時なのに。命よりも重い確執ってあるんですかね?」と嘆き涙した。
伝説的お色気番組の『ギルガメッシュないと』の7代目司会を務めたが、本人はお色気や下ネタが苦手である。
元光GENJIの諸星和己とは25年来親交がある。2015年6月17日に発売された諸星のソロ活動20年記念のシングル「あさきゆめみし」では、プロデュースと作曲を務めた。

## シングル
1. 貴女次第（1989年2月8日）以降、MASAHARU名義で活動
2. 暴れる女神（1989年6月7日）
3. Angel Eyes（1989年10月4日）
4. Girl（1990年2月21日）
5. サドルシューズの砂（1990年5月21日）
6. 明日に向かって走れ（1990年9月21日）
7. 君に逢いたかった（1991年5月21日）
8. いい人でいられない（1991年10月23日）MASARINA名義
9. 世界で1番近くにいて（1992年2月21日）MASARINA名義
10. あの夏の笑顔に（1993年7月7日）以降、鶴久政治名義で活動
11. Bye Bye Bye（1993年10月21日）
12. きみがいるから（1994年7月21日）
13. シンネコしましょう（1994年11月21日）マサハル&ナミコ名義
14. ないないBaby（1995年11月17日）以降、鶴久政治名義で活動
15. 想い（2004年1月22日）
16. 雨あがりの風（2007年4月18日）
17. 結風 むすぶ風〜あなたへ〜（2010年4月21日）（配信限定）

## アルバム
1. Lovin' Spoonful（1989年2月8日）MASAHARU名義
2. Timely（1990年2月21日）MASAHARU名義
3. MASARINA（1992年4月8日）MASARINA名義
4. I'm Your Home（1993年11月19日）以降、鶴久政治名義
5. MOVE ON! BEST OF MASAHARU（1997年3月21日）ベスト・アルバム
6. THE WIND KNOWS MY NAME（2005年3月4日）ミニ・アルバム
7. Graffiti ‐鶴久政治ベスト‐（2016年3月31日）ベスト・アルバム

## ビデオアルバム
JUMP（1991年）ファンクラブ通販限定

## 提供楽曲
- 1987年 高井麻巳子｢あいまい｣
- 1987年 岩井由紀子(ゆうゆ)「25セントの満月」｢お待ちかねのAカップ｣
- 1989年 沢田研二｢僕は泣く｣
- 1989年 圭修 ｢恋するアルバイト少年｣
- 1991年 光GENJI｢MY FRIEND｣
- 1995年 雷波子｢人生だるまさん｣
- 2001年 山本優子｢I MISS YOU｣｢優しい日曜日｣
- 1996年 緒方恵美「天気雨が降った日」
- 1996年 未来万紀｢恋したらずっと…｣
- 2005年 小野真弓｢風の音｣
- 2006年 aki ｢DILEMMA｣
- 2009年 伊藤ライム｢TAKARA・DAKARA｣
- 2010年 CQC's｢雨のち晴れたら｣｢一粒ずつの勇気～DO MY BEST｣
- 2015年 諸星和己「あさきゆめみし」(プロデュース)
- 2017年 243と吉崎綾(プロデュース)｢恋のロマンス｣
- 2018年 243と吉崎綾｢カシミア｣｢青春ダイアリー｣｢トキメキ☆はっぴーでいず｣
- 2018年 吉本坂46「やっとここまで」
- 2021年 島谷ひとみ LoveSong～My song for you収録｢Will You Marry Me?｣
- 2022年 STU48「花は誰のもの?」
- 2023年 STU48「君は何を後悔するのか?」
- 2024年 AKB48「すれ違う瞬間」
- 2024年 SKE48「恋の哲学者」

他多数

## 出演

### 映画
- (ハル)（1996年、東宝） - ローズの婚約者 役
- 生霊（1999年） - 加藤隆三 役
- イタズラなKiss THE MOVIE〜ハイスクール編〜（2016年11月25日、ギャガ・プラス） - 3年F組担任 役

### テレビドラマ
- 森田芳光ドラマ 今夜だけのお遊び （1990年、関西テレビ） - 都 役
- ひよこたちの天使 （1996年、TBS）
- ドンウォリー! 第6話「太り過ぎた女」（1998年、フジテレビ） - ケーキ職人 役
- 小さな小さなあなたを産んで （1999年、日本テレビ）
- ザ・美容室 （2000年、フジテレビ）
- はみだし弁護士・巽志郎 第5作「資産家一族に秘められた愛と憎しみの連続殺人 盗撮された女子高生の謎!?」（2000年、テレビ朝日） - 柿沼純二 役
- 初恋net.com〜忘れられない恋のうた〜 episode.1 初恋（2007年、朝日放送） - 川瀬貴一郎 役
- 私のホストちゃん〜しちにんのホスト〜 第18話（2012年2月14日、テレビ朝日） - 来店した客 役

### バラエティ番組
- ギルガメッシュないと（1997年4月 - 1998年3月、テレビ東京） - 司会
- タモリ倶楽部（テレビ朝日）
- 旅打ち!我らパチンコ漂流隊（旅チャンネル）
- トンコツRADIO→トン☆スタ（2010年4月 - 、NHK福岡放送局）
母体となった『トンコツTV2010冬』で審査員を務めていたことから起用された。後継番組のトン☆スタにも引き続き出演。
- きらり九州めぐり逢い（TVQ九州放送）
- ヴィーナスTV（TVQ九州放送）
- クイズ☆タレント名鑑（TBSテレビ） - 「カラオケ歌われるまで帰れません!」に高杢と共に出演。
- お願い!ランキングGOLD2時間スペシャル（2014年1月11日、テレビ朝日）
「大きなお世話TV」という企画で、ある事が原因で疎遠になった森口博子と対面。
- 有吉ゼミ（日本テレビ）
家事好き男子として出演。
- ナカイの窓（2014年3月19日・8月6日、日本テレビ）
3時間スペシャル「芸能人100人一斉調査SP」に、ミュージシャンのカテゴリーで出演し、通常時間帯の未公開編にも出演。
- 誰だって波瀾爆笑（2014年8月10日、日本テレビ）
諸星和己と一緒にゲスト出演。
- 有吉反省会（2014年10月26日、日本テレビ[注釈 2]）
「バナナが生き甲斐」という反省内容で出演。禊として、バナナをマイクに「ギザギザハートの子守唄」を歌った。
・コロッケ千夜一夜（2014年10月31日、BS日テレ）
森口博子と共演。
- しくじり先生 俺みたいになるな!!（2015年11月30日、テレビ朝日）
「楽なポジションにいたら、空気みたいな存在になっちゃった先生」として出演。
- 乃木坂スター誕生!（2021年6月8日、日本テレビ）
  - 乃木坂スター誕生!2（2021年11月15日、日本テレビ）
- 新・乃木坂スター誕生!（2023年1月17日、日本テレビ）

## 著書
- 『片付けで人生が変わる! 鶴久政治流おそうじのススメ』（2015年、宝島社）